# 齊奧爾科夫斯基州立宇宙歷史博物館
54°31′2″N 36°13′50″E / 54.51722°N 36.23056°E

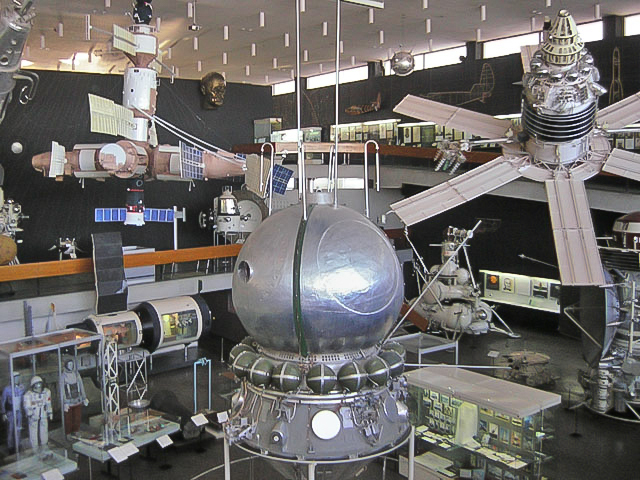
齊奧爾科夫斯基州立宇宙歷史博物館展示俄羅斯航太技術，該展覽包括一些俄羅斯重要發明：
俄羅斯第一顆人造衛星史普尼克1號 第一件太空服
俄羅斯第一艘載人太空船東方一號
俄羅斯第一顆閃電型通訊衛星
俄羅斯第一艘月球探測車月球车1号
俄羅斯第一座太空站禮炮1號
俄羅斯第一個模組化太空站和平號太空站

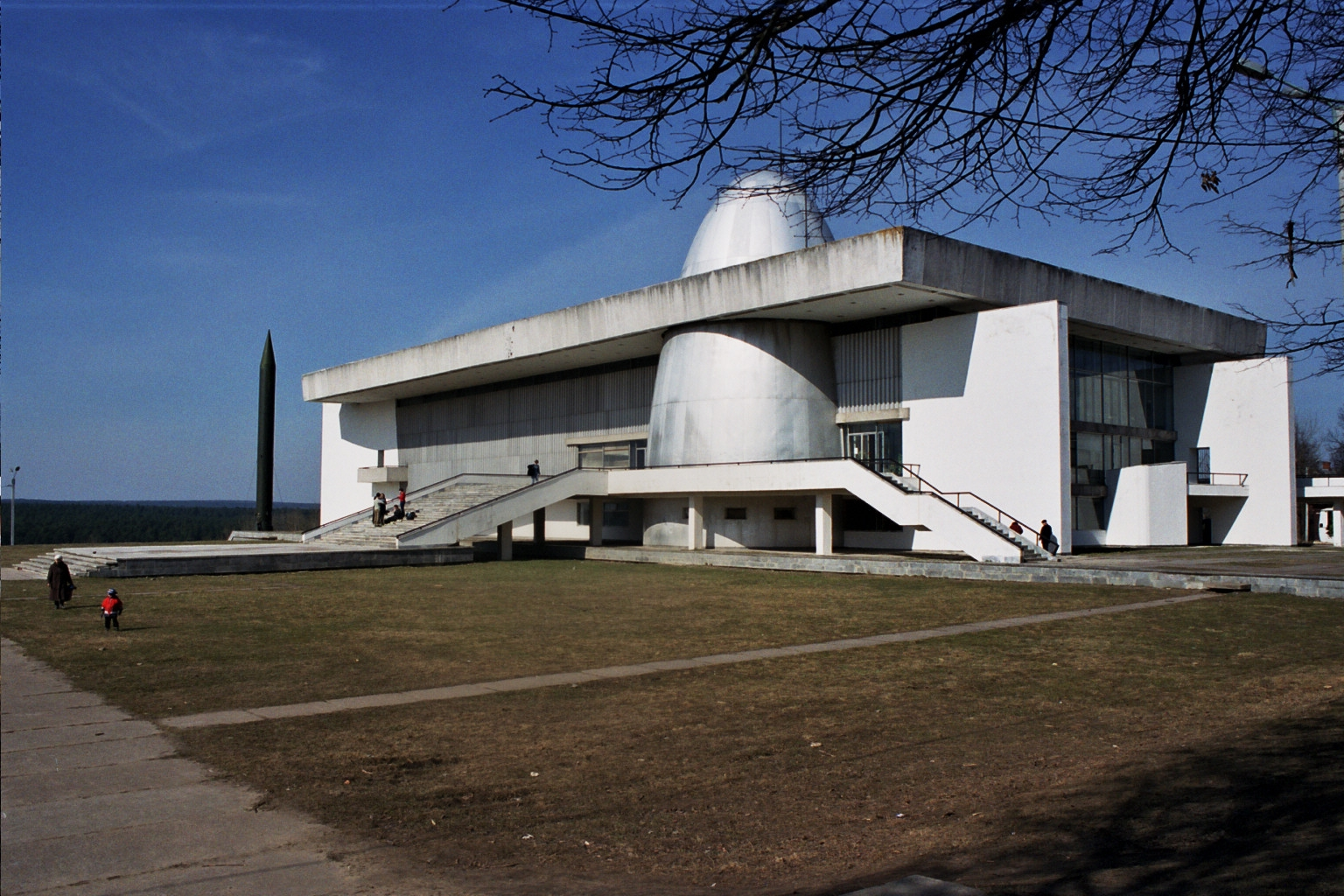
齊奧爾科夫斯基州立宇宙歷史博物館的建築，可以在遠方看見一部分火箭公園

齊奧爾科夫斯基州立宇宙歷史博物館（俄语：Государственный музей истории космонавтики имени К.Э.Циолковского）是世界第一個專門介紹俄羅斯航太、太空探索、太空歷史相關的博物館。開幕於1967年10月3日，並被命名為康斯坦丁·齐奥尔科夫斯基博物館，他是一位學校老師也是一個航空航天工程的先驅，大多數的時間都生活在這個城市。科羅廖夫火箭與太空公司首席設計師謝爾蓋·科羅廖夫是推博物館建設的倡議者。該建築由鮑里斯·巴爾欣、葉夫根尼·基列耶夫、娜塔莉亞·奧爾洛娃、瓦倫丁·斯特羅吉和基里爾·福明所設計，並於1961年6月13日由尤里·阿列克谢耶维奇·加加林奠基。博物館每年約有100,000人參觀，雇員約127人，其中43位為展覽策畫者。

## 主要展覽廳
博物馆的展覽廳紛為兩個部分，第一個部分康斯坦丁·齊奧爾科夫斯基的一些點子與研究，其中包括齊奧爾科夫斯基設計的火箭模型、地球科學研究，也有介紹·齊奧爾科夫斯基的學習生活和工作經歷；第二部分則有一些太空船的模型，諸如史普尼克1號和月球塵土樣本。博物館外是一座火箭公園，其中包括R-7弹道导弹及其衍伸火箭。

## 康斯坦丁·齊奧爾科夫斯基的房子
卡盧加的郊區小木屋正是康斯坦丁·齊奧爾科夫斯基的房子，直至1936年齊奧爾科夫斯基去世後一年，這幢建築物成為紀念性房屋與博物館的一部分。每年博物館都會舉行齊奧爾科夫斯基讀書會議。